# Абдулай Джіре
Абдула́й Джіре́ (фр. Abdoulaye Djire, нар. 28 лютого 1981, Абіджан) — івуарійський футболіст, півзахисник клубу «Руа-Нойон». Виступав за національну збірну Кот-д'Івуару.

## Клубна кар'єра
Народився 28 лютого 1981 року в місті Абіджан. Вихованець футбольної школи клубу «АСЕК Мімозас» з рідного міста. Дорослу футбольну кар'єру розпочав 1999 року в основній команді того ж клубу, в якій провів чотири сезони. За цей час Джіре виграв чотири національних чемпіонства, два кубки, один суперкубок, а також 1999 року допоміг команді виграти її найсерйозніший трофей в історії — Суперкубок КАФ.
Своєю грою за абіджанську команду привернув увагу представників тренерського штабу бельгійського «Беверена», до складу якого приєднався 2003 року. Відіграв за команду з Беверена наступні три сезони своєї ігрової кар'єри. Більшість часу, проведеного у складі «Беверена», був основним гравцем команди.
Влітку 2006 року перейшов в донецький «Металург», проте закріпитись в новій команді не зумів, через що на початку 2008 року на правах оренди був відданий в «Жерміналь-Беєрсхот», де до кінця сезону зіграв лише два матчі в чемпіонаті.
Після цього влітку 2008 року Джіре перейшов у харківський «Металіст», де провів взагалі тільки одну гру і змушений був завершити кар'єру в кінці року через часті травми.
Влітку 2012 року відновив ігрову кар'єру, ставши гравцем французького аматорського клубу «Париж», де провів один сезон, зігравши у 20 матчах Національного чемпіонату, третього за рівнем дивізіону країни.
У липні 2013 року став гравцем іншого французького аматорського клубу «Руа-Нойон», який виступав в Аматорському чемпіонаті Франції. Відтоді встиг відіграти за команду 29 матчів в національному чемпіонаті.

## Виступи за збірну
2000 року дебютував в офіційних матчах у складі національної збірної Кот-д'Івуару. 
У складі збірної був учасником Кубка африканських націй 2002 року у Малі, проте на поле так і не вийшов, а його збірна зайняла останнє місце у групі і вилетіла з турніру.
Всього провів у формі головної команди країни 10 матчів.

## Досягнення
- Володар Суперкубка КАФ: 1999
- Чемпіон Кот-д'Івуару: 2000, 2001, 2002, 2003
- Володар Кубка Кот-д'Івуару: 1999, 2003
- Володар Суперкубка Кот-д'Івуару: 1999